# ديني كروفورد
ديني كروفورد (بالإنجليزية: Denny Crawford)‏ هو لاعب كرة قدم أمريكية أمريكي، ولد في 16 يونيو 1921 في كينغسبورت في الولايات المتحدة، وتوفي بنفس المكان في 14 أغسطس 2005.